# 撞击翻搅
撞击翻搅（Impact gardening）是指撞击事件搅动月球和其他没有大气层天体最外层地壳的过程。尤其在月球上，这通常被称为“月球搅动”。缺少大气层的行星体通常也会缺少任何侵蚀过程，可能火山活动除外。因此，撞击碎片在天体表面堆积成粗糙的“土壤”，通常称为表岩屑。随后的撞击，特别是微陨石的撞击，会搅动和混合这些土壤。据长期估计，月球表面厘米级顶层每1000万年就会被翻转一次 。但2016年月球勘测轨道飞行器对撞击喷出物覆盖范围的分析将这一数字推近到80000年。

## 延伸阅读
- Hartmann, William K.; Anguita, Jorge; de la Casa, Miguel A.;  et al. . 伊卡洛斯. 2001, 149 (1): 37–51. Bibcode:2001Icar..149...37H. doi:10.1006/icar.2000.6532.
- Housen, Kevin R.; Wilkening, Laurel L.; Chapman, Clark R.;  et al. . 伊卡洛斯. 1979, 39 (3): 317–351. Bibcode:1979Icar...39..317H. doi:10.1016/0019-1035(79)90145-3.